# 50. strelska divizija (ZSSR)
Za druge 50. divizije glejte 50. divizija.
50. strelska divizija je bila strelska divizija v sestavi Rdeče armade med drugo svetovno vojno.

## Zgodovina
Divizija je bila ustanovljena avgusta 1940. Pozneje je bila prestavljena na zahodno mejo Sovjetske zveze in sicer v Polock, kjer je dočakala drugo svetovno vojno.
23. julija 1941 je bil izvzeta iz bojevanja in poslana kot rezerva na področje 12 km vzhodno od Vjazma. 2. avgusta je bila dodeljena 19. armadi, s katero se je čez 4 dni ponovno vključila v bojevanje. Oktobra 1941 se je ponovno umaknila in se tako izognila obkolitvi pri Vjazmi; dodeljena je bila 16. armadi.

## Organizacija
Junij 1941
- štab
- 2. strelski polk
- 49. strelski polk
- 359. strelski polk
- 202. lahki artilerijski polk
- 257. havbični artilerijski polk
- 89. samostojni protitankovski bataljon
- 480. minometni bataljon
- 6. izvidniška četa
- 68. poljski inženirski bataljon
- 81. samostojni komunikacijski bataljon
- 614. medicinski bataljon
- 107. samostojna protiplinska četa
- 41. avto-transportna četa
- 125. poljska pekarna
- 883. postaja poljske pošte
- 320. oddelek poljske banke
- 51. veterinarska bolnišnica

## Poveljstvo
- generalmajor Vasilij Pavlovič Evdokimov (8. avgust 1940-1. avgust 1941)
- polkovnik Arkadij Aleksandrovič Borejko (2. avgust 1941-16. oktober 1941)
- polkovnik Sergej Ivanovič Jovljev (17. oktober 1941-18. oktober 1941)
- generalmajor Nikita Fedovič Lebedenko (19. oktober 1941-12. marec 1942)
- polkovnik Peter Filipovič Berestov (13. marec 1942-4. april 1942)
- generalmajor Nikita Fedovič Lebedenko (5. april 1942-7. marec 1944)
- polkovnik N. A. Ruban (8. marec 1944-9. maj 1945)